# 3% (مسلسل)
3% (بالإنجليزية: 3%) هو أكشن برازيلي من إخراج محمد الدراجي وبطولة بيانكا كومباراتو، فانيزا أوليفيرا، رودولفو فالينتي.
تم عرض المسلسل يوم 26 نوفمبر 2020 على منصة نتفليكس .

## طاقم التمثيل
- بيانكا كومباراتو
- فانيزا أوليفيرا
- رودولفو فالينتي

## التصوير
تم تصوير أجزاء الفيلم في البرازيل.

## قصة
في عالم منقسم إلى نصفين، احدهم متقدم والاخر يعمه الدمار والمعاناة. يحصل الناس على فرصة لدخول العالم المتقدم ولكن يتم قبول 3% فقط من المترشحين.

## روابط خارجية
- 3% على موقع IMDb (الإنجليزية)
- 3% على موقع نتفليكس (الإنجليزية)
- 3% على موقع فيلمافينيتي (الإسبانية)
- 3% على موقع كينوبويسك (الروسية)
- 3% على موقع ألو سيني (الفرنسية)
- 3% على موقع قاعدة بيانات الفيلم (الإنجليزية)